# Сотворение мира в славянской мифологии
Сотворение мира — сюжет, объясняющий возникновение мира и известный в рамках космогонических мифов и этиологических легенд, которые сформировались в известной славянской мифологии под влиянием библейской, в первую очередь — апокрифической традиции, в том числе богомильской. Аутентичная языческая мифология славян не сохранилась, возможна лишь её реконструкция.
Продолжением космогонических сюжетов являются антропогонические легенды — о происхождении людей. К космогоническим сюжетам примыкают многочисленные этиологические легенды, повествующие о происхождении светил, земли, гор, водоёмов, грома и др.

## Два творца
Дуалистические версии сотворения мира и человека, известные у восточных и южных славян, восходят к архаическим космогоническим мифам о двух творцах — добром и злом, которые плавают в виде двух птиц (гоголей — чёрного и белого, уток и др.) в волнах первозданного океана.
Эти сюжеты развивались под влиянием апокрифической (предположительно, богомильской) книжности, прежде всего — «Сказания о Тивериадском море». В этом произведении Тивериадское озеро представлено в качестве первичного океана. Бог опускается на море и видит Сатанаила, который плавает по воде в облике гоголя. Последний называет себя богом, но истинного Бога признаёт «богом над богами». Бог велит ему нырнуть на дно, достать песку и кремень. Песок Бог рассыпает по морю, создавая землю, кремень разламливает, правую часть оставляет у себя, левую отдаёт Сатанаилу. Ударами посоха о кремень Бог творит ангелов и архангелов, а Сатанаил создаёт бесовское воинство.
Дуалистический миф о сотворении мира ныряющим «злым богом» имеет 24 свидетельства на балтославянских территориях и 12 свидетельств на финно-угорских. Эти дуалистические легенды сохранялись в фольклоре болгар, поляков, украинцев, русских и неславянских народов Северной Евразии.
В общем виде этот сюжет выглядит следующим образом. Сатана пребывает в первичном океане в виде водоплавающей птицы, он пребывает в пене, в лодке. Вариант — Бог создаёт Сатану из своей
тени. Бог велит ему нырять за землей. Иногда Сатана может сам предлагать Богу создать землю. Сатана
трижды ныряет, но лишь на третий раз, помянув Божье имя, достает из-под воды землю, при этом утаив часть её во рту. Бог творит землю, которая начинает расти на море и во рту у Сатаны. Последний выплевывает землю, и из неё образуются холмы и горы. В других вариантах Бог засыпает на сотворённой земле, а Сатана пытается сбросить его в воду. Он толкает спящего Бога в одну сторону, в другую, и так по всем сторонам света. Однако земля разрастается, и у Сатаны не получается утопить Бога. Напротив, оказывается, что он невольно совершил ритуал благословения земли, начертав крест.
После творения земли, ангелов и бесов возгордившийся Сатанаил делает попытку сотворить собственное небо. В результате его соревнования с Богом возникают семь небес. Архангел Михаил низвергает Сатанаила, отнимает у него божественную частицу имени «-ил» и всю нечистую силу на землю — так бесы и черти появляются на земле. Сатана проваливается в преисподнюю. В сербскохорватских сказаниях Сатана и падшие ангелы захватывают с собой солнце (или солнце изначально находится в руках противника Бога — Дуклиана — мифологизированного императора Диоклетиана, гонителя христиан). Архангел или Иоанн Креститель затевает с Сатаной соревнование по нырянию в море. Когда Дьявол (или Дуклиан) ныряет, он покрывает море льдом и уносит солнце на небо. Дьявол пробивает лёд гонится за архангелом, но настигает его уже на небе, вырывает часть его ступни, и с тех пор у людей выемка в ступне.
К евразийским мифам о происхождении зла принадлежит сюжет, в котором Дьявол просит у Бога места на земле, но получает лишь место, куда он смог бы воткнуть кол. Из сделанного им отверстия выходят гады и «всякий гнус», а с ними «всякое зло и болезни». В ответ на окрик Бога Дьявол затыкает дыру, но зло остаётся на земле (приангар.).
Наиболее архаичный вариант данного дуалистического сказания записан в Заонежье и представляет Саваофа в виде белого гоголя, а Сатану в виде чёрного.
Польский миф из Серадзской земли, записанный в 1898 году:
Сначала не было ничего, кроме неба и моря, Бога, который плыл на лодке, и дьявола, который вышел из морской пены и подсел к Богу. Дьявол подкинул Богу идею создания земли, сам он этого сделать не мог. Дьявол нырнул и извлёк со дна пригоршню песка. Бог бросил её на воду и сотворил землю такой малой, что вдвоем едва поместились на ней. Бог и дьявол заселили землю, дьявол задумал столкнуть спящего Бога в воду, но тем способствовал разрастанию суши со стороны Бога с востока и со своей стороны с запада. Оба создателя затеяли спор, который закончился уходом Бога на небеса и сбрасыванием дьявола, который тоже туда последовал, молниями в бездну.
Оригинальный текст (пол.)
Na początku nic nie było poza niebem i morzem, Bogiem, który płynął łodzią i diabłem wyłaniającym się z piany morskiej, który przysiadł się do Boga. Pomysł stworzenia Ziemi podsunął Bogu diabeł, który sam tego nie mógł wykonać. Diabeł zanurzył się i wydobył z dna garść piasku. Bóg rzucił ją na wodę i stworzył zaczątek Ziemi tak szczupły, że obaj ledwo się na niej pomieścili. Bóg i diabeł zamieszkali Ziemię, diabeł zamyślił zepchnąć śpiącego Boga do wody, ale przyczynił się tym do rozrastania lądu od strony Boga, od wschodu i od własnej strony, od zachodu. Obaj stwórcy wszczęli spór, który skończył się odejściem Boga w niebiosa i strąceniem diabła, który też tam podążył, piorunami w otchłań.
В русской и украинской версиях Дьявол набирает в рот песка, а когда земля начинает расти, песок высыпается у него изо рта. Этот миф записал русский славист А. Н. Афанасьев, один из первых исследователей русского фольклора, в своей книге 1859 года «Русские народные легенды»:
В начале света благоволил Бог выдвинуть землю. Он позвал чёрта, велел ему нырнуть в бездну водяную, чтобы достать оттуда горсть земли и принесть ему. — Ладно, думает сатана, я сам сделаю такую же землю! Он нырнул, достал в руку земли и набил ею свой рот. Принес Богу и отдает, а сам не произносит ни слова… Господь куда ни бросит землю, то она вдруг является такая ровная, ровная, что на одном конце станешь — то на другом всё видно, что делается на земле. Сатана смотрит… хотел что-то сказать и поперхнулся. Бог спросил его: чего он хочет? Чёрт закашлялся и побежал от испугу. Тогда гром и молния поражали бегущего сатану, и он где приляжет — там выдвинутся пригорки и горки; где кашлянет — там вырастет гора; где привскачет — там высунется поднебесная гора. И так бегая по всей земле, он изрыл ее; наделал пригорков, горок, гор и превысоких гор.
В болгарском мифе не говорится о беде дьявола, его сюжет развивается по формуле «силой Божьей и моей», и дьявол, который дважды изменил порядок формулы, не смог достичь дна, и только когда в третий раз произнёс формулу правильно, он добрался до дна.
Молдавская версия также заканчивается расширением земли, а трансильванские цыгане расширили дуалистический мотив, о наказании дьявола быком, деревом жизни, из листьев которого возникли люди. Только в словенском мифе Бог сам добирается до дна. В другой версии мифа Дьявол пытается столкнуть Бога в море, чтобы остаться единственным творцом — сначала толкает его на восток, затем на запад, юг и север, но суша всегда расширяется. Разгневанный этим Дьявол будит Бога и говорит ему, что пришло время благословить землю, которая так сильно выросла. Бог ему отвечает: «Ты носил меня по четырём сторонам света к воде, чтобы в неё сбросить, так ты нарисовал мною крест — это и есть мое благословение земли». Затем Бог ушёл в Небеса, а Сатана был сброшен молниями в бездну.
Освящение земли кажется христианским мотивом, но этот мотив в мифах выполняет функцию определения направлений света и существует в других мифологиях: у племени майду Творец земли пришёл в центр мира, и там встретил Койота (героя-трикстера), который после сотворения мира лег спать. Творец земли растянул землю с юга, через запад, на север, а, когда Койот проснулся, растянул землю и на восток. Когда Творец земли остался один, он обошёл землю, описав полный круг, и закрепил землю (по одной из версий мифа) каменными крючками в каждой из сторон света. Поэтому для некоторых индейских племён определение сторон света является религиозной деятельностью и по этой причине мексиканские уичоли интерпретируют христианский крест как происходящий из индейского мифа. Предполагается, что для славян «освящение земли» — это структуризация вселенной, определение направлений земли и расширение из состояния точки «в бесконечность». Ещё в одном мифе говорится о том, что земля растёт всё время, и Бог, который остался один, не знает, как остановить рост. Бог посылает пчелу подслушать Дьявола. Дьявол, смеясь над Богом, говорит сам себе: глупый Бог не знает, что нужно взять палку, нарисовать знак креста и сказать: «Хватит уже этой земле!». Когда Дьявол заметил улетающую с плеча пчелу, он попытался её поймать, но не смог и пчела улетела. Тогда Дьявол проклял её хозяина: «Пусть тот, кто тебя сюда прислал, ест твои испражнения», а Бог, который это услышал, приказал пчеле с этого момента производить мёд. В Польше в Добжинской земле сохранился миф, в котором Дьявол приказал утке украсть немного земли у Бога, и когда она возвращалась с землёй в клюве, её схватил ястреб и начал душить, а из земли, которая выпала из её клюва, появились горы.
В украинских колядках космогонический мотив имеет вырожденный характер. По сюжету два голубка спускаются на два дуба среди мирового океана и держат совет, как им «основать свет». Они достают со дна моря песок для суши и синий камень для неба.
Дуалистические космогонические сюжеты продолжаются в виде антропогонических легенд. Древнейшая запись такой легенды содержится в древнерусской «Повести временных лет» (под 1071). Волхвы рассказывают, как Бог мылся в бане, вспотел и отёрся «ветошкой», которую сбросил с небес на землю. Сатана поспорил с Богом, кто сотворит из неё человека. Сатана создал человеческое тело, а Бог вложил в него душу. Поэтому после смерти тело остаётся в земле, а душа уходит к Богу.
В позднейших восточнославянских и болгарских рассказах сюжет более приближен к ветхозаветному мифу. Бог творит человека из глины и уходит на небо за душой. В качестве сторожа он оставляет собаку, ещё не имеющую шкуры. Сатана предлагает собаке шубу или хлебом или усыпляет холодом. Он оплёвывает человека. Вернувшись, Бог выворачивает человека наизнанку, и тот из-за оплёванных внутренностей становится подверженным болезням. В других вариантах Дьявол истыкал человека пальцем или шилом, чтобы душа не могла в нём удержаться. В ответ Бог заткнул все эти отверстия травами, которые в результате стали лечебными, кроме одного отверстия, из которого в момент смерти выходит душа (болгарский вариант). Дьявол делает попытку создать человека, подобного тому, которого сотворил Бог, но у него получился волк, которого, в свою очередь оживляет Бог. Дьявол лепит из земли, смешанной со своей слюной, «статую» человека, но не может заставить её встать, и тогда Бог мажет рот статуи слюной и вдыхает в неё «дух» (приангар.). Неудачно завершается подражание дьявола в создании других предметов — вместо овса получаются сорняки, вместо коровы — коза и др. Согласно русским преданиям Сатана насадил яблоню — древо познания, осину, на которой повесился Иуда (предатель Христа), хмель и др., чтобы искушать человека.
Согласно некоторым русским легендам, Сатана желает иметь власть над людьми, поскольку они сотворены из земли, которое он добыл со дна океана. Он обретает власть над мертвыми людьми, которые вынуждены были пребывать в преисподней — аду до Страшного суда.
В болгарской и древнерусской книжной традиции распространён апокрифический сюжет, имеющий античные истоки, о сотворении Адама Богом из восьми частей — элементов мироздания. Тело Бог берёт от земли, кости — от камней, кровь — от моря, глаза — от солнца, мысли — от облака, «от света — свет», от ветра — дыхание, от огня — теплоту. Бог оставляет Адама на земле, чтобы взять ему «глаза от солнца», во время чего Сатана мажет Адама нечистотами. Бог убирает эту грязь, смешивает её со слезами Адама и создаёт собаку, которая должна стеречь человека, а сам отправляется за «дыханием» для Адама. Вновь приходит Сатана, собака не подпускает его близко, но тому удаётся истыкать человека палкой или оплевать его и др., впустив в него 70 недугов. Бог изгоняет Сатану и очищает человека, выворачивает наизнанку, от чего происходят внутренние болезни. Он отправляет ангела взять (букву) «аз» на востоке, «добро» на западе, «мыслете» на севере и на юге. Из этих букв он творит имя «Адам».
В одной из белорусских легенд мужчина и женщина первоначально были соединены, но Сатана оторвал последнюю, поэтому у Адама остался мужской член, а у Евы — влагалище. С того времени мужчины и женщины стремятся к воссоединению, от чего рождаются дети. Один из этиологических мотивов представляет собой происхождение человеческого кадыка, «адамова яблока», от запретного плода. Когда Ева съедает яблоко, у неё появляется вожделение к Сатане, а у Адама — к Еве. От соития с Сатаной женщина рождает Каина, от соития с Адамом — Авеля. В одном из вариантов от Сатаны Ева рождает человека с двенадцатью или семью головами, одна из которых — человеческая, а остальные — звериные. Сатана даёт Адаму обещание съесть лишние головы, если тот «отпишет» ему всё свое земное потомство. Каин становится прародителем грешных людей, которых Сатана научил, как построить Вавилонскую башню, а Бог смешал языки строителей, и те, забыв Бога, стали поклоняться идолам (русский вариант).
Реконструкция
Учёные пытаются идентифицировать славянских богов, которые могли быть замещены христианскими терминами Бог и Дьявол. Славянское слово Бог было использовано христианскими миссионерами как эквивалент латинского Deus и греческого Theos, так как оно соответствовало по значению понятию сверхъестественного существа. Однако в славянской религии бог присутствует только в составных названиях богов, например Дажьбог, Стрибог, Чернобог, или имён, например Божидар, Богумил, Богуслав и др., поэтому предполагается, что изначально Бог не был именем собственным для существа из мифов творения. При интерпретации образа Бога имеет значение текст Прокопия Кесарийского («Война с готами»), описывающий религию славян:
Они считают, что один только бог, творец молний, является владыкой над всеми, и ему приносят в жертву быков и совершают другие священные обряды. Судьбы они не знают и вообще не признают, что она по отношению к людям имеет какую-либо силу, и когда им вот-вот грозит смерть, охваченным ли болезнью, или на войне попавшим в опасное положение, то они дают обещание, если спасутся, тотчас же принести богу жертву за свою душу; избегнув смерти, они приносят в жертву то, что обещали, и думают, что спасение ими куплено ценой этой жертвы.
Казимир Мошинский, анализируя народный образ христианского Бога, указывает, что Бог сидит в небесах, посылает дожди в гневе, поражает молнией злых духов, повелевает хищными животными и судьбой. Эти особенности указывают на бога-громовержца, поэтому, предполагается, что это на Бога был заменён Перун. Образ Перуна происходит от образа праиндоевропейского бога грозы *perkʷunos’а. Его имя, вероятно, означает «ударяющий» (см. праслав. *pьrati — «бить, ударять»). Корень *perkʷ означает дуб (ср. латинские querqus — «дуб») — священное дерево, посвящённое Перуну. В древнерусских летописях говорится, что идол Перуна имел серебряную голову, то есть, возможно, этот бог представлялся седым, что отличает его от кельтского Тараниса, германского Тора и индийского Индры, богов войны, и сближает с римским Юпитером и греческим Зевсом, богами-правителями. Однако по мнению некоторых исследователей, например, Генриха Ловмянского, описание Бога скорее указывает на Сварога. Дьявола он интерпретирует как Велеса — бога подземного царства. В «Повести временных лет» русь, заключив договор с греками, клянутся Перуном и Волосом (возможно, речь о Велесе), из чего делается предположение, что Велес по силе был сопоставим с Перуном. В польском языке Перун был обесценен до слова молния (piorun), в чешском — до названия дьявола (велес). В фольклоре южных славян Илия Пророк, христианизированный Перун, часто противопоставляется Николаю Чудотворцу, предположительно христианизированному Велесу. Для мифа творения также подходят Чернобог и реконструированный Белобог, которым поклонялись полабские славяне:
Есть у славян удивительное заблуждение. А именно: во время пиров и возлияний они пускают вкруговую жертвенную чашу, произнося при этом, не скажу благословения, а скорее заклинания от имени богов, а именно, доброго бога и злого, считая, что все преуспеяния добрым, а все несчастья злым богом направляются. Поэтому злого бога они на своем языке называют дьяволом, или Чернобогом, то есть черным богом.Гельмольд из Босау
Этот миф может происходить из древнего источника-субстрата, возможно доиндоевропейского, который славяне переняли и видоизменили. Миф мог сохраниться также под влиянием иранской антитетической пары Ахурамазды и Ариманы, которые оставили след в различных синкретических религиях.
Также в качестве объяснения мифа было предложено богомильское влияние. Последователи этой религии утверждали, что главной драмой творения был конфликт между двумя братьями: старшим Сатанаэлем (корень el добавляет Сатане божественное начало) и младшим Иисусом (Саваофом-Словом — Логосом-Христом). Сатанаэль создал мир и человека, а Бог для их спасения послал Слово в виде Иисуса. По мнению критиков этой теории, она имеет серьёзные недостатки: полного текста этого мифа нет ни в одном богомильском тексте, миф не замечен на территориях богомилов и на западе Европы, где катары повлияли на местный фольклор. При этом миф существовал на территориях Польши, Украины и Белоруссии, куда богомильская вера не дошла.

## Сотворение из стихий или из первосущества
Наиболее известный фольклорный космогонический сюжет содержится в русском духовном «Стихе о Голубиной книге». С небес на землю из тучи (к «крестному» (мировому) дереву, на фаворскую гору, к камню Алатырю) падает гигантская книга — собственно Голубиная книга, написанная Царём Небесным и раскрывающая все тайны мироздания. Образ небесной книги восходит напрямую к апокрифическим «Вопросам Иоанна Богослова Господу на горе Фаворской», а в самих «Вопросах» — к Откровению Иоанна Богослова (5:1—9). К Голубиной книге съезжаются 40 царей, в том числе Волотоман Волотоманович (ср. др.-рус. волот — великан) и Давыд Евсеевич (царь Давид).
Основную часть Стиха составляет диалог между Волотоманом и Давидом. Книгу способен истолковать Давыд Евсеевич, что он делает по просьбе князя Владимира (крестителя Руси) или царя Волотомана. Диалог выглядит как обмен загадками и отгадками. Сначала Давыд излагает космогонический сюжет, по которому мир возник без участия божественной воли, в результате эманации света, зари, небесных светил из тела Бога:
Начинался бел свет от Святa Духa, / От Святa Духa, Самого Христа, / Самого Христа, Царя Небёсного. / Солнце красное от лица Божья, / Млад светёл месяц от грудей Божьих, / звезды частыя - оны от риз Божьих, / зори светлыя от очей Божьих, / Самого Христа, Царя Небёсного.
По другим вариантам свет — от суда Божьего, от лица Божьего, солнце — от очей, тёмные ночи — от дум Господних, буйные ветры — от Святого духа, дробный дождик — от слёз Христа и др.
Источниками этого духовного стиха были древнерусские апокрифы «Беседа Иерусалимская» и «Беседа трёх святителей». В них «высота небесная, широта земная и глубина морская» соотнесены с тремя ипостасями Троицы — Отцом, Сыном и Духом Святым. Небеса (обитель Творца до сотворения мира) описаны как «три каморы» (свода), солнце сотворено от риз Господних, луна — от воздуха и престола Господня, гром и молния — от огненной колесницы, к которой приставлены два «громных ангела». Один из вариантов текста называет их именами древнерусских божеств Перуна и Хорса.
После рассказа о сотворении мира в «Стихе о Голубиной книге» излагается антропогонический миф: разум людей — от самого Христа, помыслы — от облаков небесных, «мир-народ» — от Адама, сотворённого из космических стихий (кости — от камня, тело — от земли, кровь — от морских вод). Из частей тела Адама возникают сословия: от головы — цари, от «мощей» — князья и бояре, от «колена» — крестьяне, а из Адамовой головы вырастает мировое — «кипарисовое древо» и др.: в четырёх вариантах, три последние строки духовного стиха заменяет текст:
Оттого у нас в земле цари пошли — / От святой главы от Адамовой; / Оттого зачались князья-бояры — / От святых мощей от Адамовых; / От того крестьяны православные — / От свята колена от Адамова.
Сюжет о возникновении мира или людей из тела Бога или Адама имеет параллели с мифами о творении мира из тела первочеловека (индуистский Пуруша, скандинавский Имир, китайский Паньгу и др.), известными у разных народов.
Далее приведена фольклорная космография, вопросы и ответы о сакральных элементах мироздания и мироустройства: обычно Иерусалим (пуп земли) представляется как всем городам отец, главный храм — храм Воскресения Христа, построенный на Голгофе, «Белый (православный, русский) царь» — над царями царь, Святая Русь — всем землям мать, Фаворская (Сионская) гора — всем горам мать, кипарис (крестное древо) — всем деревьям мать (древо жизни, мировое дерево), потому что из него был вырезан крест, на котором распят Христос, Адамова голова — всем головам мать. Далее Давыд отвечает на вопросы о море, озере и реке, рыбе, птице, звере, камне, траве: камень Алатырь — всем камням отец, плакун-трава, выросшая из слёз Богородицы, — всем травам мать, океан — всем морям отец, кит-рыба — всем рыбам мать (поскольку на трёх или семи китах покоится земля), Индрик (единорог) — всем зверям отец и др.
Завершается духовный стих мотивом борьбы двух «лютых зверей» (вариант — двух зайцев) — Правды и Кривды. Правда побеждает и идёт на небеса, а Кривда распространяется по земле: в заключительном эпизоде отдельных вариантов Стиха Волотоман рассказывает свой сон про то, как подрались два зайчика, один обидел другого и тот удалился «во темны леса». Давид толкует сон:
То не зайчики в поле собегалися, / тут сошлася кривда со правдою... / Нонечь кривда правду приобидела: / пошла правда на вышния небеса, / а кривда оставалась на сырой земли, / по всему народу православному. / Она пала нам всем на ретиво сердце, / оттого у нас в мире стало правды нет, / стали беззакония великия.
Параллель этого сюжета имеется в широко распространенном в древнерусской литературе «Слове о правде и неправде». Это Слово представляет собой сокращение «Слова Петра черноризца о супротивении всяцем». Г. П. Федотов рассматривал этот эпизод как «основной опыт социальной философии народа».
По мнению С. Е. Никитиной, «Голубиная книга» является центральным образом русского духовного стиха, а сам «Стих о Голубиной книге» — важным источником для реконструкции народных христианских представлений. Согласно некоторым исследователям, этот миф возник не под влиянием христианства, а представляет собой христианизацию славянской фразеологии под влиянием апокрифической Книги Еноха, где то же самое было произведено с иранским мифом, который, в свою очередь, мог быть источником древнерусского мифа.

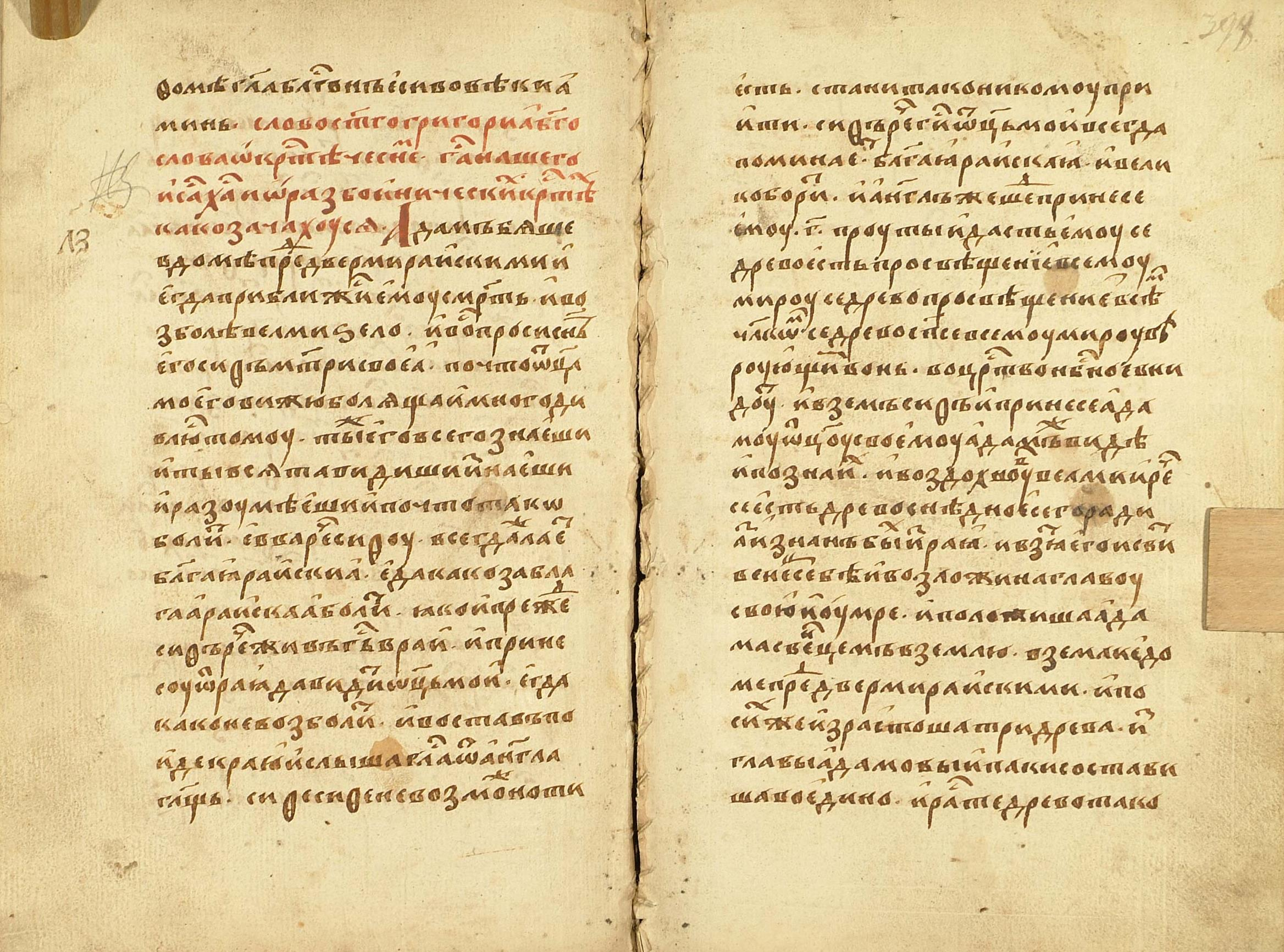
«Слово о крестном древе», список XVI века

Некоторые апокрифы, например, болгарская и древнерусская «Легенда о крестном древе», описывают Адама в качестве великана. Царь Соломон попадает в «костяную пещеру». Эта «пешера» оказывается черепом Адама, который мог вместить 300 мужей. К мотиву перволюдей-великанов примыкает украинское предание о прародителях, столь сильных, что, наступая на камень, они оставляли на нём след (ср. камни-«следовики» с петроглифами в виде человеческой ступни). После грехопадения камни стали вдавливаться в ступни, поэтому у людей появилась впадина в ступне.
В фольклоре русских старообрядцев сюжет сотворения Адама из природных элементов получил следующую мотивировку. Поскольку тело Адама из земли, по смерти оно идёт в землю; кровь из морской воды, потому что всю жизнь человек ходит, как морская волна; глаза из солнца, поэтому они как солнце светят. Силу человека Бог творил «из ничего» для того, чтобы человек мог жить своими трудами.
Известны легенды о сотворении человека из глины, которые основаны на библейском мотиве о сотворении Адама Богом «из праха земного». В болгарской версии Бог создаёт людей, как гончар делает горшки. Пообедав Бог понял, что работа продвигается медленно, он стал спешить и вылепил людей хромыми, больными, гордецами и упрямцами и др. Распространён мотив божественной слюны для размешивания глины. Эта слюна порождает мужскую силу (семя), а плевок Сатаны, пытавшегося оживить человеческое тело, наводит на него порчу — болезни (украинская и русская версии). В украинской легенде Бог взял оставшуюся у него горсть глины, чтобы приделать человеку половой член. Так возникло грешное тело, без чего человек оставался бы в раю. В ряде преданий наряду с глиной фигурирует тесто. Бог лепит человека из теста, но его съедает собака. Бог лепит пана или Еву из пшеничного теста, а мужика (крестьянина) — из глины, но собака съедает хлебного человека (украинская версия).
В некоторых легендах мотив сотворения первой женщины — Евы продолжает библейский миф. Ребро для её сотворения Бог взял «от самого сердца» Адама, чтобы жена любила мужа (русский вариант). Ребро у Адама вырывает собака, после чего Бог творит из него Еву и др. В других вариантах Бог создаёт Адама с хвостом, и чтобы отделить человека от животных, отрезает хвост и творит из него женщину.
Распространён мотив, в котором до грехопадения первые людей имели «роговую» (как ногти) кожу. В русском варианте после грехопадения Адам смог упросить Бога оставить его потомкам часть «вечной» кожи на пальцах в напоминание о райском бессмертии. В болгарском варианте Адам и Ева первоначально были покрыты волосами.

## Сотворение из мирового яйца
В славянской традиции известен книжный сюжет о мире как яйце и земле, сотворённой из яйца.
Отголосок мифа о сотворении мира из мирового яйца может содержаться в карпатской колядке, также записанной Афанасьевым:
| Колись-то было з’початку света — Втоды не было неба, ни земли, Неба, ни земли, нем сине море, А серед моря та два дубойки. Сели-впали два голубойци, Два голубойци на два дубойки, Почали собе раду радити, Раду радити и гуркотати: Як мы маеме свет основати? Спустиме мы ся на дно до моря, Вынесеме си дрибного писку, Дрибного писку, синего (вариант: золотого) каменьце. Дрибной писочок посееме мы, Синий каминец подунеме мы: 3' дрибного писку — черна землиця, Студена водиця, зелена травиця; 3' синего каменьця — синее небо, Синее небо, светле сонейко, Светле сонейко, ясен месячок, Ясен месячок и все звездойки. |

Эта колядка содержит в себе три элемента: первый — два голубя на дубе, второй — собирание птицами песка и камней, третий — сотворение мира. Два голубя, птицы или курицы в короне дерева — это популярный у славян мотив, он восходит к архетипу мирового дерева. В фольклоре мировое дерево стоит в середине мира, оно тяжёлое, высокое, с широким листом. В похожем мифе Бог бросает свой посох в воду, который затем превращается в дерево. На его ветвях сидят Бог и Дьявол и вылавливают мир из воды. На связь этого мифа с архетипом мирового яйца указывают «мелкий песок», из которого была создана «чёрная земля», и «синие камни», из которых были созданы небо и небесные тела. Это соответствует широко распространённому мифу о мировом яйце, которое разбивается в акте творения, и из его нижней оболочки возникает земля, а из верхней оболочки — Небеса.
В. Н. Топоров также указывает на существование этого мифа в русских сказках. В этих сказках герой, ищущий царевну, проходит три царства, а после одоления трёх змеев три царства превращаются в три яйца.
...в результате странствий по подземному царству герой находит большое дерево (обычно дуб), спасает птенцов, сидящих на ветвях дерева, за что мать птенцов (чаще всего орел) выносит героя из подземного царства на землю, где он последовательно бросает каждое из трех яиц, разворачивающихся в соответствующее царство.
Сказочные яйца, как правило, находятся в воде. После их извлечения и разбития возникает «царство» — «мир» на сказочном языке. Тройка яиц-королевств не случайна — она соответствует триделению мира в индоевропейских мифологиях на Небеса (Ирий), землю и подземный мир. В Польше в Добжинской земле считалось, что мир возник из яйца, лежащего на гигантском дереве. Сохранился рассказ о принцессе из яйца. На ней должен был жениться принц. Обманом злая ведьма превратила её в утку. Утку убили, а из её крови выросла яблоня. В Словении сохранился миф, где Бог посылает на землю петуха, который откладывает яйцо, из которого изливаются семь рек:
Там, где земля была бесплодной, не было ничего, кроме голого камня. Бог пожалел об этом и отправил на землю петуха, чтобы оплодотворить ее, и тогда она породит человеческий род. Петух спускается на скалы и откладывает яйцо чудесной силы для чудесной цели. Яйцо раскрывается, и из него целый день изливается семь рек. Реки наполнили ландшафт водой, вскоре все стало зеленым, и земля дала цветы и фрукты.
Оригинальный текст (словенск.)
Od kraja je bila zemlja pusta, nikjer ni bilo nič drugega kakor gol kamen. Bogu je bilo tega žal in je poslal na zemljo svojega petelina, naj jo oplodi, nakar bo redila človeąki rod. Petelin se spusti na pečine in znese jajce čudežne moči in čudežne namene. Jajce se prebije in iz njega privre na dan sedem rek. Reke so napolnile pokrajino z vodo in na skorem je bilo vse zeleno, zemlja je nosila cvet in sad.
В Польше существовали следующие загадки о яйце: «Есть мир, а в этом мире жёлтый цветок» или «Есть белый мир, а в этом мире жёлтый цветок».
В западноукраинской легенде после грехопадения первых людей Бог проклинает Еву, повелевая ей рожать в муках, а после смерти — нести яйца. Каждый день она несёт столько яиц, сколько людей умирает на земле. Бог разрезает эти яйца пополам и бросает на землю. Из одной половины яиц рождаются мальчики, из другой — девочки. Когда они вырастают, их женят. Если же половина яйца падает в море (вариант — оказывается съедена зверем и др.), человек остаётся на земле без пары.

## Брак неба и земли или светил
Славянский фольклор сохранил следы космогонических мифов о браке неба и земли, оплодотворяемой небесным дождём (ср. рус. мать сыра земля), о свадьбе солнца и месяца. В сюжете сербской песни Денница (планета Венера) женит Месяц, сватает у тучи молнию. В кумовья она зовёт самого Бога, которому дарит небеса. Деверьями выступают Пётр и Павел, которым достаётся летний зной (Петров день). Старшим сватом становится Иоанн Креститель, который получает крещенские холод и снег. Воевода свадебного поезда — святой Никола, получающий власть над водами, возница — Илья-пророк дары которого — молнии и громовые стрелы.

## Божественный брак
В. В. Ивановым и В. Н. Топоровым (1974) был реконструирован «основной миф» балто-славянской традиции. Согласно этой реконструкции, у праславян (балто-славян) имелся миф о женитьбе громовержца (в древнерусском пантеоне — Перуна) на женском мифологическом персонаже, который воплощал землю / воду (в древнерусском пантеоне — Мокошь). В брачный союз вмешивается змеевидный персонаж (развитием которого, предположительно, был древнерусский Волос / Велес), который стремится похитить супругу громовержца. Потомством этого брака должны были быть люди — собственно славянские племена, подобно тому как скифские племена считали себя потомкам змееногой богини. Христианские книжники не могли возводить новый народ к древним автохтонным химерам, языческая мифология рассматривалась ими как бесовские «кощуны», а славяне в древнерусской книжности представлены потомками библейского Ноя.
Другая генеалогия отражена в «Слове о полку Игореве», где «русичи» именуются «Дажьбожьими внуками», то есть потомками языческого бога Солнца. Эта конструкция также была несвойственна древнерусской книжности.